# Сторчак Василь Валерійович
Василь Валерійович Сторчак (нар. 21 червня 1965, Ковель) — колишній радянський та український футболіст, який грав на позиції як нападника, так і півзахисника та захисника. Відомий за виступами у вищій лізі чемпіонату СРСР, вищій лізі чемпіонату України, вищих дивізіонах Росії та Молдови.По закінченні футбольної кар'єри — український футбольний тренер.

## Клубна кар'єра
Василь Сторчак народився в Ковелі, та є вихованцем місцевої ДЮСШ, де його першими тренерами були Дмитро Номанчук, Ігор Царьов та Олександр Жук. Першою командою майстрів молодого футболіста став армійський клуб зі Львова «СКА Карпати», який на той час виступав у першій союзній лізі. У цій команді Василь Сторчак також двічі був переможцем чемпіонату Збройних Сил СРСР. Після завершення військової служби футболіст повернувся на Волинь, де став гравцем луцької команди другої ліги «Торпедо». Проте в луцькій команді Сторчак зіграв лише 3 матчі, та став гравцем клубу вищої ліги «Дніпро» (Дніпропетровськ). У першому сезоні за дніпропетровський клуб футболіст грав виключно за дублюючий склад команди. Проте у цьому році Василь Сторчак був включений до заявки збірної УРСР на футбольний турнір Спартакіади народів СРСР, який відбувався на стадіонах міст України. Цей турнір українська команда виграла, перемігши у фіналі збірну Узбецької РСР з рахунком 1-0, а за перемогу на турнірі Василь Сторчак, крім золотих медалей, отримав також звання майстра спорту СРСР. У 1987—1988 роках Сторчак грав і в основному складі «Дніпра», проте за два роки у чемпіонаті СРСР зіграв лише 11 матчів, і в середині 1988 року знову став гравцем клубу «СКА Карпати». У 1989 році Василь Сторчак став гравцем іншої команди першої ліги запорізького «Металурга». У першому ж сезоні в новій команді футболіст стає одним із кращих бомбардирів клубу, відзначившись за сезон 15 забитими м'ячами. У наступному сезоні Сторчак у складі запорізького клубу також був у числі кращих бомбардирів, відзначившись за сезон 9 забитими м'ячами, а «Металург», хоч і зайняв лише 3 місце в першій лізі, уперше за свою історію здобув путівку до вищої радянської ліги у зв'язку із відмовою грати у радянських змаганнях команд із Грузії та Литви. У 1991 році Василь Сторчак разом із запорізькою командою розпочав виступи у вищій радянській лізі, де команда-дебютант зуміла кілька разів приємно здивувати своїх уболівальників, у тому числі на самому початку першості обігравши вдома іменитий московський «Спартак» з рахунком 2-1. Після розпаду СРСР Василь Сторчак у складі «Металурга» розпочав виступи у вищій українській лізі, проте відразу після початку другого чемпіонату України разом із головним тренером команди Ігорем Надєїним покинув запорізький клуб, та перебрався до російської вищої ліги, де розпочав виступи за добре фінансово забезпечений на той час московський «Асмарал». Перші два роки Сторчак грав за московський коуб у вищій лізі, проте пізніше у «Асмарала» розпочались фінансові труднощі, і клуб вибув до першої ліги. У першій лізі за «Асмарал» український нападник грав ще півтора року, та став гравцем іншої першолігової російської команди «Сокіл-ПЖД» із Саратова. На початку 1997 року Василь Сторчак повернувся до Запоріжжя, де став гравцем вищолігового клубу «Торпедо». У складі автозаводців вже досвідчений футболіст грав до кінця 1997 року, а з початку 1998 року розпочав виступи за вищоліговий молдовський клуб «Конструкторул». У кишинівському клубі Сторчак грав протягом півроку, та повернувся до української вищої ліги, де грав за СК «Миколаїв» протягом півроку. Пізніше Василь Сторчак зіграв у другій українській лізі за фарм-клуб «Металурга» «СДЮШОР-Металург», грав також за аматорський клуб ЗАЛК, після чого завершив виступи на футбольних полях.

## Після закінчення кар'єри футболіста
Після завершення виступів на футбольних полях Василь Сторчак розпочав тренерську кар'єру. У 2013—2016 роках колишній футболіст був головним тренером аматорського футбольного клубу «Россо Неро». Після відновлення виступів запорізького «Металурга» в чемпіонатах України Василь Сторчак увійшов до тренерського штабу команди.

## Досягнення
- Переможець Спартакіади народів СРСР — 1986.
- Бронзовий призер першої ліги СРСР — 1990
- Провів відповідно 9 та 2 матчі у «срібному» та чемпіонському сезонах «Дніпра» (1987-1988 роки), що недостатньо для вручення медалей

## Факти
- У Ковелі — місті, в якому Василь Сторчак народився та розпочав своє заняття футболом — проводиться щорічний юнацький футбольний турнір на призи Василя Сторчака.[2]
- Василь Сторчак включений до списку 50 найкращих футболістів «Металурга» (Запоріжжя) всіх часів під № 40.[10]